# Tamás Vető
Pour les articles homonymes, voir Vető.
Tamás Vető, Budapest, 20 mai 1935 et mort le 29 mai 2025, est un chef d'orchestre et chef de chœur danois, d'origine hongroise.

## Biographie
Tamás Vető a fait ses études au Conservatoire de Budapest. Il a gagné le concours Bartok à Budapest à l'âge de 13 ans. Puis il est allé en France étudier auprès de Nadia Boulanger. Il est venu au Danemark en 1957. De 1984 à 1987, il a été chef principal de l'Orchestre symphonique d'Odense. Il a dirigé de nombreux concerts avec l'Orchestre symphonique national. Il a dirigé Der Ring des Nibelungen de Wagner à l'Opéra de Copenhague en 1996. De 1996 à 2000, il a été chef de chœur du groupe vocal Ars Nova Copenhagen.